# 川北温泉

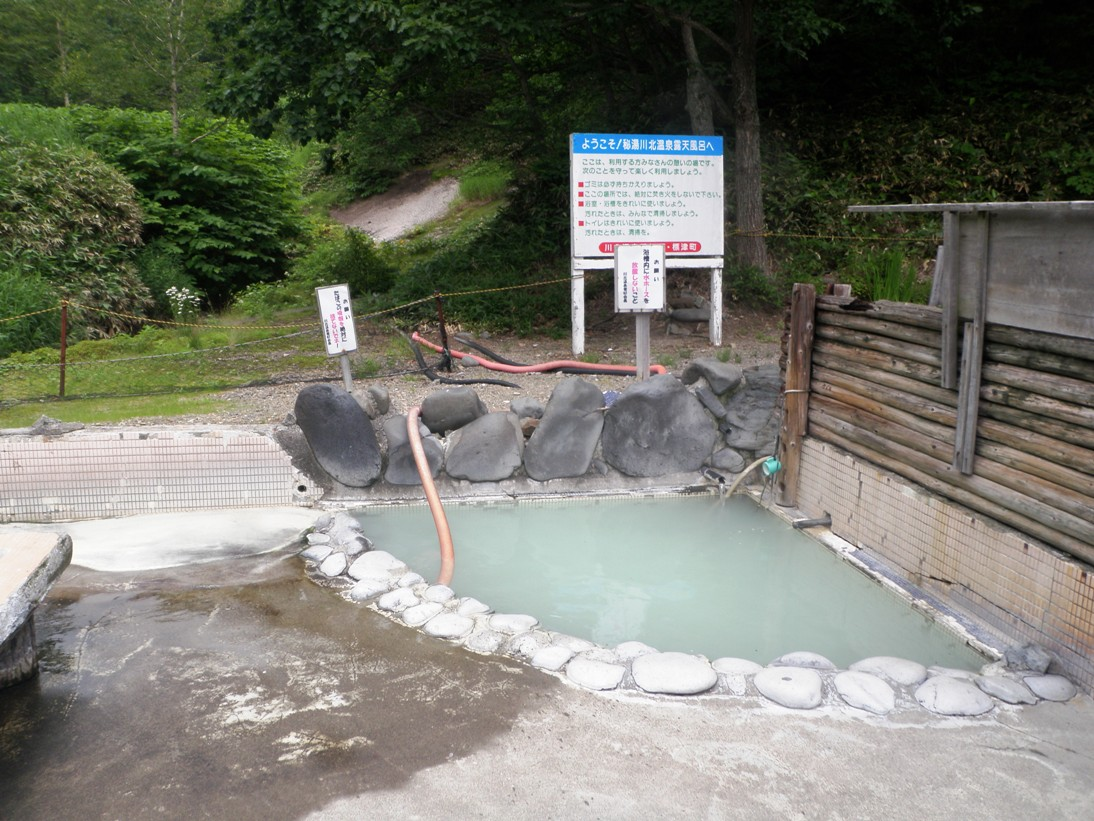
浴槽（男湯）2009年

川北温泉（かわきたおんせん）は、北海道標津郡標津町川北にある温泉である。

## 泉質
- 食塩硫化水素泉
- 源泉温度 : 59.6℃ （加水している）
- 湯の色は乳白色。
- 飲泉出来るようにコップが置いてある。

### 効能
- 神経痛、婦人病、リウマチ、皮膚病など

※効能は万人にその効果を保証するものではない。

## 温泉地
山林の中にある野趣あふれた露天風呂、野湯である。
日帰り入浴ができ、利用料は無料。湯温は比較的高めであるが、温度調整用に沢水のホースも引いてある。かつてはこの地に町営温泉施設が存在していたが、風雨被害により倒壊し、浴場を残して取り壊された。その後、地元の有志により、脱衣所、休憩所、トイレが整備され、以後浴場の清掃を含め、施設管理がボランティアで行われている。地元客のほか、北海道好きの旅行者等が訪れている。
宿泊施設はない。キャンプ禁止の掲示がされており、また付近はヒグマの生息地であり、その旨の注意書きもある。

## 設備
かつて存在した建物の浴場の一部が、浴槽を含めて現存しており、ここが現在も浴場として利用されている。屋根はなく、野天風呂になっている。男女別の簡易な更衣室があり、浴槽も男女別になっているが、仕切り壁は申し訳程度にある状態である。夜間は車のバッテリーにケーブルを繋げれば照明が点く。

## アクセス
標津市街から斜里町方面へ国道244号を進み、笹の沢林道に入りダートを約5キロメートル。標津市街方面からは、川北温泉方面を示す道路標識がある。林道は、おおむね冬からゴールデンウィーク以降までの間、積雪のため通行できない。また、災害により通行不能になることもある。